# УНИФФАК
УНИФФАК (фр. Union des Fédérations de Football d'Afrique Centrale) региональная управляющая организация для футбольных ассоциаций Центральной Африки. Президент УНИФФАК Iya Mohammed был переизбран в 2008 году.

## Члены УНИФФАК
| Страна                | Организация                               | Капитан сборной |
| --------------------- | ----------------------------------------- | --------------- |
| Камерун               | Камерунская федерация футбола             | Самюэль Это’о   |
| ЦАР                   | Центральноафриканская федерация футбола   | Фокси Кетевоама |
| Чад                   | Чадская федерация футбола                 | Marius Mbaiam   |
| Республика Конго      | Конголезская федерация футбола            | ???             |
| ДР Конго              | Конголезская федерация футбола            | Ломана Луа-Луа  |
| Экваториальная Гвинея | Экваториальногвинейская федерация футбола | Родольфо Бодипо |
| Габон                 | Габонская федерация футбола               | Даниель Кузен   |
| Сан-Томе и Принсипи   | Сантомийская федерация футбола            | ???             |

## Турниры

### Существующие
В январе 2011 год объявлено об основании женского турнира и возобновлении Клубного Кубка УНИФФАК.
| Соревнование                                 | Год  | Чемпионы              | Титулов | Второе место | Следующее соревнование |
| -------------------------------------------- | ---- | --------------------- | ------- | ------------ | ---------------------- |
| Кубок УНИФФАК среди среди команд до 20-х лет | 2020 | ЦАР                   | 1       | Камерун      | 2022                   |
| Кубок УНИФФАК среди юношеских команд         | 2018 | Республика Конго      | 2       | Камерун      | 2021 Отменён           |
| Женский кубок УНИФФАК                        | 2020 | Экваториальная Гвинея | 1       | ДР Конго     | 2021                   |
| Лига чемпионов УНИФФАК среди женских команд  | 2021 | Малабо Кингз          | 1       | Амани        | 2022                   |

### Упразднённые
| Соревнование          | Год  | Чемпионы               | Титулов | Второе место                 |
| --------------------- | ---- | ---------------------- | ------- | ---------------------------- |
| Кубок УДЕАК           | 1990 | Республика Конго       | 1       | Камерун                      |
| Кубок УНИФФАК         | 1999 | Габон                  | 1       | ЦАР                          |
| Кубок КЕМАК           | 2014 | Чад                    | 1       | Республика Конго             |
| Клубный Кубок УНИФФАК | 2006 | Силу (футбольный клуб) |         | Фову Бахам (футбольный клуб) |